# Aega webbii
Aega webbii är en kräftdjursart som först beskrevs av Guerin-meneville 1836.  Aega webbii ingår i släktet Aega och familjen Aegidae. Inga underarter finns listade i Catalogue of Life.